# Séverin (pape)
Séverin, né à Rome, est le 71e pape de l'Église catholique, élu le 15 octobre 638, mais consacré que le 28 mai 640. Il meurt le 2 août de la même année.
Il est pris dans une lutte de pouvoir avec l'empereur byzantin Héraclius, qui fait pression sur lui pour qu'il accepte le monothélisme. Séverin refuse, ce qui entrave pendant plus de dix-huit mois ses efforts pour obtenir la reconnaissance impériale de son élection.

## Biographie

### Début de carrière
Séverin est romain. Selon le Liber Pontificalis, son père s'appelle Avienus. Ce nom suggère une descendance de membres du Sénat romain. Un précédent Avienus est consul romain en 501. Déjà âgé, Séverin est élu pour succéder à Honorius Ier comme pape le 15 octobre 638, le troisième jour après la mort de son prédécesseur.
Il appartient à la tendance favorable au clergé séculier.

### Polémique monothélite
Dans le Liber Pontificalis, Séverin est décrit comme un saint homme gentil, généreux et doux, un bienfaiteur du clergé et un ami des pauvres. Le déroulement de son bref pontificat est très mal connu.
Le patriarche Serge Ier de Constantinople a rédigé l'Ecthèse en réponse à la lettre synodique orthodoxe du patriarche Sophrone de Jérusalem, un décret religieux qui fait du monothélisme la doctrine officielle de l'Empire byzantin. Il est affiché dans le narthex de Sainte-Sophie (Constantinople) en septembre ou octobre 638. La formulation exacte de l'Ecthèse, tentative de compromis entre le symbole de Chalcédoine et le monophysisme, se réclame d'une lettre adressée en 634 par le pape Honorius Ier, prédécesseur de Séverin, au patriarche Serge Ier de Constantinople, reconnaissant l'existence d'« une seule volonté » en Jésus-Christ.
En apprenant la mort d'Honorius, Serge convainc l'empereur Héraclius de publier le document sous forme d'édit impérial en décembre 638, donc valable dans tout l'empire. Eustachius, le magister militum, l'apporte à Isaac de Ravenne, exarque de Ravenne, avec pour instructions de veiller à ce que le nouveau pape accepte l'enseignement monothélite. Les légats auraient reçu d'Héraclius mission de transmettre l'Ecthèse à Séverin pour ratification. Du fait de sa déclaration selon laquelle Jésus-Christ n'avait qu'un vœu, Séverin refuse de le signer. L'exarque refuse donc de confirmer l'élection papale au nom de l'empereur, situation qui dure plus de dix-huit mois. La promulgation de l'Ecthèse aurait été connue à Rome grâce aux légats pontificaux envoyés par Séverin pour solliciter de l'empereur la confirmation de son élection. Séverin serait ainsi à l'origine de la longue lutte que la papauté mène contre le monothélisme. Toutefois on ignore quel lien exact existe entre cette controverse et le fait qu'il s'écoule plus d'un an et demi entre son élection et sa consécration. Cette période transitoire est bien plus longue que son pontificat proprement dit, qui dure à peine deux mois et demi.
Isaac est déterminé à atteindre son objectif. Au début de l'année 640, les troupes byzantines cantonnées à Rome, incitées par le chartulaire Maurice (dont le rôle est, en réalité, plus simplement celui d'administrateur du trésor byzantin), s'emparent de la sacristie de la basilique Saint-Jean-de-Latran, où est entreposé le trésor de la papauté. Isaac charge Maurice de piller le palais du Latran et de forcer Séverin à accepter l'Ecthèse. Maurice rassemble un groupe de nobles locaux mécontents et, profitant de la colère des troupes qui n'ont pas été payées depuis un certain temps, accuse le précédent pape Honorius Ier de s'être indûment approprié l'argent envoyé de Constantinople pour la solde des troupes pour construire et moderniser les églises, et d'avoir enrichi le trésor papal. Une foule se forme et se précipite en masse vers le palais. Séverin réussit à maintenir les forces hostiles hors du palais. Maurice tente une autre tactique et, trois jours plus tard, il entre avec les juges de la ville, qu'il rallie à ses côtés, dans le palais qui, sans défense adéquate, capitule. Ils rassemblent le trésor et Maurice fait dire à l'exarque qu'il est libre de venir au palais et de se servir des richesses accumulées. Pour tenter de donner un semblant de légalité à l'événement, Maurice convoque l'exarque Isaac de Ravenne pour vérifier la situation. Celui-ci, en difficulté financière, se précipite à Rome et poursuit son inspection minutieuse pendant huit jours, au cours desquels il éloigne les évêques gardiens du trésor, distribue les arriérés de solde aux troupes et partage le reste du butin avec d'autres officiels. Il expédie prudemment une partie du trésor à Constantinople pour éviter le mécontentement de l'empereur.
Pendant ce temps, à Constantinople, les légats pontificaux cherchent toujours à obtenir la confirmation de Séverin. L'empereur Héraclius refuse toujours d'accorder sa confirmation à moins que Séverin ne signe l'Ecthèse. Au début, on leur dit clairement que s'ils ne reviennent pas en arrière et ne persuadent pas le pape d'accepter l'Ecthèse, ils perdent leur temps. Les légats cherchent à persuader Héraclius, malade et mourant, qu'ils ne sont pas là pour faire des professions de foi, mais pour traiter des affaires. Les envoyés ne sont pas disposés à accepter cette demande, mais ils ne sont pas non plus disposés à permettre que le Siège romain reste vacant indéfiniment, ils proposent donc de montrer à Sévérin le document et de lui demander de le signer s'il le pense exact. Ils indiquent clairement que si l'empereur veut forcer Séverin à le signer, tout le clergé du siège de Rome sera uni et une telle démarche ne se terminerait que par une impasse longue et destructrice. Cette offre est apparemment satisfaisante ; la reconnaissance impériale de l'élection papale est accordée le 28 mai 640. Selon le Liber Pontificalis, peu après, il est procédé à la consécration de Séverin comme pape, avant qu'Isaac ne s'en retourne à Ravenne.
Ce récit fait donc état d'une initiative purement locale de l'administration byzantine, l'exarque étant prévenu après coup et le pouvoir central de Constantinople n'étant pas du tout impliqué. La confiscation de biens ecclésiastiques se produit à de multiples reprises sous le règne d'Héraclius : aux abois du fait des guerres de survie qu'il doit mener successivement contre les Perses mazdéens et les Arabes musulmans, le pouvoir impérial met largement à contribution l'Église chrétienne.
Le pape Séverin aurait fait exécuter une nouvelle mosaïque dans l'abside de la basilique Saint-Pierre.

### Mort et héritage
Séverin meurt le 2 août 640, deux mois après le début effectif de son pontificat, sans probablement avoir accepté l'Ecthèse. Il est enterré à Saint-Pierre.
Son successeur, Jean IV, est élu le 24 novembre 640 et consacré dès le 24 décembre suivant.